# Ruskov
Ruskov és un poble i municipi d'Eslovàquia. Es troba a la regió de Košice, a l'est del país.

## Història
La primera referència escrita de la vila data del 1303.

## Demografia
| Godina             | 1994 | 2004   | 2014   | 2024    |
| ------------------ | ---- | ------ | ------ | ------- |
| Nombre de persones | 1326 | 1328   | 1450   | 1778    |
| Diferència         |      | +0,15% | +9,18% | +22,62% |

| Godina             | 2023 | 2024   |
| ------------------ | ---- | ------ |
| Nombre de persones | 1742 | 1778   |
| Diferència         |      | +2,06% |